# Marek Jędrys
Marek Jędrys (ur. 11 czerwca 1946 w Łodzi) – polski urzędnik, dyplomata, ambasador RP w Szwajcarii (1995–2001) i Austrii (2004–2007).

## Życiorys
Rozpoczął studia prawnicze na Uniwersytecie Łódzkim, następnie kontynuował studia w Moskiewskim Państwowym Instytucie Stosunków Międzynarodowych ze specjalizacją skandynawistyczną. W 1969 rozpoczął pracę w Ministerstwie Spraw Zagranicznych jako stażysta. Całą pracę zawodową związał z pionem europejskim. W latach 1972–1977 pracował w Sztokholmie, początkowo w konsulacie generalnym, a następnie w ambasadzie. W 1981 został skierowany do ambasady RP w Bonn na stanowisku I sekretarza, następnie radcy i radcy-ministra pełnomocnego, gdzie był zastępcą kierownika placówki. Po powrocie z Niemiec pełnił funkcję wicedyrektora Departamentu IV (kraje niemieckojęzyczne) w latach 1986–1988 oraz dyrektora Departamentu Europy I (1992–1995). W 1995 został skierowany na stanowisko ambasadora RP w Szwajcarii, akredytowanego także w Liechtensteinie. Funkcję pełnił do 20 kwietnia 2001. Po powrocie ze Szwajcarii w 2001, ponownie dyrektor Departamentu Polityki Europejskiej i Departamentu Europy (2001–2004). W latach 2004–2007 był ambasadorem w Austrii. 
W 2002 został odznaczony estońskim Orderem Gwiazdy Białej II klasy.
W 2003 został odznaczony Krzyżem Komandorskim norweskiego Orderu Zasługi. 
Posługuje się językami: angielskim, niemieckim, szwedzkim i rosyjskim. 